# صبح بخیر تی‌وی‌ان
صبح بخیر تی‌وی‌ان (لهستانی: Dzień Dobry TVN) یک برنامه صبحگاهی لهستانی است که از سال ۲۰۰۵ تا کنون، هر روز مابین ساعت ۸:۰۰ تا ۱۱:۳۰ از شبکهٔ تی‌وی‌ان پخش می شود. این برنامه را سه گروه دونفره از مجریان اجرا می‌کنند: دوروتا ولمان با مارچین پروکوپ؛ پائولینا کروپینسکا با دامیان میخائوفسکی و اوا دژیزکا با کشیشتوف اسکوژینسکی. این برنامه به مسائل گوناگونی می‌پردازد، از جمله سرگرمی، فرهنگ، ورزش و سفر.